# 賽伊夫·阿里·罕作品列表

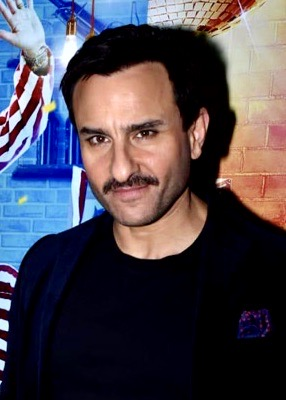
賽伊夫·阿里·罕於2020年出席《我的小情人 (電影)》的活動

賽伊夫·阿里·罕是主要在寶萊塢工作的印度男演員及製片人。他首部出演的作品為1993年電影《傳統》，隨後主演了同年發行的《血債》，以及《審判》（1994年）、《摩登督察》（1994年）、《我不是故意的》（1996年）、《代價—他們回來了》（1998年）和《慾望》（1999年）。1994年，他與阿克夏·庫馬一起在當年票房最高的兩部電影中扮演配角：《摩登督察》及《奸詐朋友》；其中，罕憑藉《摩登督察》獲印度電影觀眾獎最佳男配角提名。但之後迎來的是一連串的商業失利，導致事業受挫。
罕在米蘭·路西利亞的動作驚悚片《悲傷》（1999年）和《慾望》（1999年）中擔任第二主角，這是他自《摩登督察》以來首次獲得商業成功；《悲傷》也為他再次提名了印度電影觀眾獎最佳男配角。同年，他主演的家庭劇情片《我們在一起》成為當年票房冠軍。2000年主演了《永远爱你》，此後與同台的女主角普丽缇·泽塔多次合作。2001年，他與阿米爾·罕及阿克夏·卡納共同主演法罕·阿克塔爾執導的《心歸何處》，為自己贏得首座印度電影觀眾獎最佳喜劇角色。自此改變了他的表演風格，多接演嚴肅型的角色。罕之後在《我們的愛沒有明天》（2003年）中擔任主演，該片成為當年票房第二高的電影，並為他贏得了印度電影觀眾獎最佳男配角。2004年，他帶來了兩部作品：《從前有個美麗的女人》和《我和你》，並憑藉《我和你》贏得了印度國家電影獎最佳男主角，以及第二座印度電影觀眾獎最佳喜劇角色。隔年，罕在《日月相祝》與澤塔重聚，並憑藉在《帕瑞妮塔》而首次提名印度電影觀眾獎最佳男主角。
2006年，罕出演了《奥姆卡拉》，因此獲得了廣泛讚譽並獲得了印度電影觀眾獎最佳反派角色。之後，罕主演了幾部自己事業中最成功的商業片，包括《駭速霹靂火》（2008年）、《愛上阿吉·卡勒》（2009年）、《寶萊塢之戀夏雞尾酒》（2012年），以及《駭速霹靂火》的續集《生死競賽2》。但在此之後的主演作表現多數不佳，他的事業再度遭遇挫折。2018年起，罕在Netflix犯罪驚悚影集《神聖遊戲》中飾演主角；他的演出及作品本身皆獲得外界好評。

## 電影
| 年份 | 片名                   | 角色                                          | 附註                               | 來源         |
| ---- | ---------------------- | --------------------------------------------- | ---------------------------------- | ------------ |
| 1993 | 《傳統》               | 普拉塔布·普里特維·辛格（Pratab Prithvi Singh）                    |                                    | [ 13 ]       |
| 1993 | 《血債》               | 吉米／拉克什·拉傑帕爾（Jimmy / Rakesh Rajpal）                     |                                    | [ 14 ] [ 2 ] |
| 1993 | 《第一次陶醉》         | 他自己                                        | 客串                               | [ 15 ]       |
| 1993 | 《指認》               | 卡蘭·維爾瑪（Karan Verma）                               |                                    | [ 16 ]       |
| 1994 | 《審判》               | 維奇（Vicky）                                      |                                    | [ 17 ]       |
| 1994 | 《愛情遊戲》           | 維克蘭·「維奇」·賽加爾（Vikram "Vicky" Saigal）                    |                                    | [ 18 ]       |
| 1994 | 《摩登督察》           | 迪帕克·庫馬爾（Deepak Kumar）                             |                                    | [ 2 ] [ 19 ] |
| 1994 | 《奸詐朋友》           | 賈伊·韋爾瑪（Jai Verma）                               |                                    | [ 20 ]       |
| 1994 | 《一世情缘》           | 拉賈（Raja）                                      |                                    | [ 21 ]       |
| 1995 | 《蘇克夏》             | 阿瑪／維傑王子（Amar / Prince Vijay）                            |                                    | [ 22 ]       |
| 1996 | 《有一個國王》         | 桑尼·多格拉（Sunny Dogra）                               |                                    | [ 23 ]       |
| 1996 | 《孟買紳士》           | 維克蘭·「維奇」（Vikram "Vicky"）                           |                                    | [ 24 ]       |
| 1996 | 《我不是故意的》       | 拉賈（Raja）                                      |                                    | [ 25 ]       |
| 1996 | 《疯狂的爱你》         | 拉維·庫馬爾（Ravi Kumar）                               |                                    | [ 26 ]       |
| 1997 | 《永恆》               | 拉賈（Raja）／拉朱（Raju）                            |                                    | [ 30 ]       |
| 1997 | 《上路》               | 拉賈（Raja）                                      |                                    | [ 31 ]       |
| 1998 | 《代價—他們回來了》    | 阿傑（Ajay）                                      |                                    | [ 32 ]       |
| 1998 | 《誰比我們更好》       | 桑尼（Sunny）                                      |                                    | [ 33 ]       |
| 1999 | 《我的孟买情人》       | 拉朱·塔拉昌德（Raju Tarachand）                             |                                    | [ 34 ]       |
| 1999 | 《悲傷》               | 達南傑·「賈伊」·潘迪特（Dhananjay "Jai" Pandit）                    |                                    | [ 2 ] [ 35 ] |
| 1999 | 《慾望》               | 阿瑪（Amar）                                      |                                    | [ 36 ]       |
| 1999 | 《愛情保衛戰》         | 迪帕克·夏爾馬（Deepak Sharma）                             |                                    | [ 37 ]       |
| 1999 | 《我們在一起》         | 維諾德·查圖維迪（Vinod Chaturvedi）                           | 兼歌曲〈〉的代唱歌手               | [ 39 ]       |
| 2000 | 《永远爱你》           | 拉胡爾·莫迪（Rahul Modi）                               |                                    | [ 40 ]       |
| 2001 | 《为爱不顾一切》       | 普拉卡什·沙斯特里（Prakash Shastri）                         |                                    | [ 41 ]       |
| 2001 | 《心歸何處》           | 薩米爾·穆昌德尼（Sameer Mulchandni）                           |                                    | [ 2 ] [ 42 ] |
| 2001 | 《在你心中》           | 拉吉夫·「薩姆」·薩姆拉（Rajiv "Sam" Saamra）                    |                                    | [ 43 ]       |
| 2002 | 《情竇初開》           | 阿克謝·卡普爾（Akshay Kapoor）                             |                                    | [ 44 ]       |
| 2003 | 《恐懼是被禁止的》     | 安尼·曼昌達尼（Anil Manchandani）                             | 章節：〈禁止吸煙〉（No Smoking）             | [ 45 ]       |
| 2003 | 《我們的愛沒有明天》   | 羅希特·帕特爾（Rohit Patel）                             |                                    | [ 2 ] [ 46 ] |
| 2003 | 《控制线上》           | 阿努吉·內亞爾上尉（Captain Anuj Nayyar）                         |                                    | [ 47 ]       |
| 2004 | 《從前有個美麗的女人》 | 卡蘭·辛格·拉托德（Karan Singh Rathod）                          |                                    | [ 48 ]       |
| 2004 | 《我和你》             | 卡蘭·卡浦爾（Karan Kapoor）                               | 兼歌曲〈為什麼女孩〉的代唱歌手     | [ 2 ] [ 50 ] |
| 2005 | 《帕瑞妮塔》           | 謝卡爾·拉伊（Shekhar Rai）                               |                                    | [ 2 ] [ 51 ] |
| 2005 | 《日月相祝》           | 尼基爾·「尼克」·阿羅拉（Nikhil "Nick" Arora）                    |                                    | [ 52 ]       |
| 2006 | 《訪客賽勒斯》         | 賽勒斯·米斯特里（Cyrus Mistry）                           | 英語電影                           | [ 53 ]       |
| 2006 | 《奥姆卡拉》           | 伊什瓦·「蘭達」·蒂亞吉                        |                                    | [ 2 ] [ 54 ] |
| 2007 | 《皇家卫士》           | 哈什瓦爾丹·拉納（Harshvardhan Rana）                           |                                    | [ 55 ]       |
| 2007 | 《大赢家》             | 吉米（Jimmy）                                      |                                    | [ 56 ]       |
| 2007 | 《飛車載卿情》         | 拉傑維爾·辛格（Rajveer Singh）                             |                                    | [ 57 ]       |
| 2007 | 《如果·愛在寶萊塢》    | 他自己                                        | 特別演出歌曲：〈激情激情〉（Deewangi Deewangi）     | [ 58 ]       |
| 2008 | 《駭速霹靂火》         | 蘭威爾·「羅尼」·辛格（Ranvir "Ronnie" Singh）                      |                                    | [ 59 ]       |
| 2008 | 《風度》               | 吉米·克里夫／吉滕德拉·庫馬爾·馬赫瓦納（Jimmy Cliff / Jeetendra Kumar Makhwana）     | 兼歌曲〈吉米的風度〉（Jimmy Ka Tashan）的代唱歌手 | [ 61 ]       |
| 2008 | 《愛的魔法》           | 瑞比·塔爾瓦（Ranbir Talwar）                               |                                    | [ 62 ]       |
| 2008 | 《流浪狗羅密歐》       | 羅密歐（Romeo）                                    | 配音；兼歌曲〈酷酷〉（Cool Cool）的代唱歌手 | [ 64 ]       |
| 2009 | 《對心愛之人的承諾》   | 維傑·維爾馬（Vijay Verma）                               |                                    | [ 65 ]       |
| 2009 | 《愛上阿吉·卡勒》      | 賈伊·瓦爾丹·辛格（Jai Vardhan Singh）／年輕的維爾·辛格（Young Veer Singh）     | 兼監製和歌曲〈扭轉〉的代唱歌手     | [ 2 ] [ 67 ] |
| 2009 | 《親密有罪》           | 伊森·罕／哈立德（Ehsaan Khan / Khalid）                           |                                    | [ 68 ]       |
| 2011 | 《留给80后的学位》     | 迪帕克·庫馬爾（Deepak Kumar）                             |                                    | [ 69 ]       |
| 2012 | 《神鬼特工》           | 特務維諾德（Agent Vinod）                                | 兼監製                             | [ 70 ]       |
| 2012 | 《寶萊塢之戀夏雞尾酒》 | 高塔姆·「古特魯」·卡浦爾（Gautam "Gutlu" Kapoor）                  | 兼監製                             | [ 71 ]       |
| 2013 | 《生死競賽2》          | 蘭維爾·「羅尼」·辛格                          |                                    | [ 72 ]       |
| 2013 | 《孟買之音》           | 他自己                                        | 特別演出歌曲：〈我們的孟買之音〉   | [ 73 ]       |
| 2013 | 《醉後屍樂園》         | 鮑里斯（Boris）                                    | 兼監製                             | [ 74 ]       |
| 2013 | 《神槍拉賈》           | 拉賈·米斯拉（Raja Mishra）                               |                                    | [ 75 ]       |
| 2014 | 《撞臉囧事》           | 阿蕭克·辛哈尼亞（Ashok Singhania）／阿蕭克2（Ashok 2）／欽庫（Chinku）    |                                    | [ 76 ]       |
| 2014 | 《与我们的心快乐》     | –                                             | 監製                               | [ 77 ]       |
| 2014 | 《美好的结局》         | 尤迪·賈特利（Yudi Jaitely）／尤加（Yogi）                     | 兼監製                             | [ 78 ]       |
| 2015 | 《多莉的花轿》         | 昆瓦爾·阿迪亞·辛格王子（Prince Kunwar Aditya Singh）                    | 客串                               | [ 79 ]       |
| 2015 | 《幻影》               | 丹尼爾·罕（Daniyal Khan）                                 |                                    | [ 80 ]       |
| 2017 | 《缘断仰光桥》         | 魯斯托姆·「魯西」·比利莫里亞（Rustom "Rusi" Billimoria）              |                                    | [ 81 ]       |
| 2017 | 《大廚》               | 羅桑·卡拉（Roshan Kalra）                                 |                                    | [ 82 ]       |
| 2018 | 《卡拉卡迪》           | 瑞林（Rileen）                                      |                                    | [ 83 ]       |
| 2018 | 《商戰街》             | 沙昆·科塔里（Shakun Kothari）                               |                                    | [ 84 ]       |
| 2019 | 《印度防弹武僧》       | 戈桑（Gossain）                                      |                                    | [ 85 ]       |
| 2020 | 《塔納吉：無名勇士》   | 烏代班·辛格·拉托德                            |                                    | [ 86 ]       |
| 2020 | 《我的小情人》         | 賈斯溫德·「爵士」·辛格（Jaswinder "Jazz" Singh）                    | 兼監製                             | [ 87 ]       |
| 2020 | 《星運裡的錯》         | 阿比曼紐·維爾（Abhimanyu Veer）                             | 客串                               | [ 88 ]       |
| 2021 | 《布特警察》           | 維布胡蒂·「維布」·瓦伊迪亞（Vibhooti "Vibhu" Vaidya）                |                                    | [ 89 ]       |
| 2021 | 《班迪和巴布莉2》      | 拉克什·「邦蒂先生」·特里維迪／鮑比·布拉爾（Rakesh "Bunty Sr." Trivedi / Bobby Bhullar） |                                    | [ 90 ]       |
| 2022 | 《迷魂梟雄》           | 維克拉姆（Vikram）                                  |                                    | [ 91 ]       |
| 2023 | 《戰王征途》           | 蘭克許                                        | 雙語電影                           | [ 92 ]       |
| 2024 | 《紅海怒濤》           | 拜拉（Bhaira）                                      | 泰盧固語電影                       | [ 93 ]       |
| 2025 | 《珠寶大盜：神偷出馬》 | 雷漢·羅伊（Rehan Roy）                                 |                                    | [ 94 ]       |

## 電視
| 年份      | 節目名                   | 角色                   | 附註                                     | 來源    |
| --------- | ------------------------ | ---------------------- | ---------------------------------------- | ------- |
| 2003      | 《第48屆印度電影觀眾獎》 | 主持人                 | 電視特輯                                 | [ 95 ]  |
| 2004      | 《第49屆印度電影觀眾獎》 | 主持人                 | 電視特輯                                 | [ 96 ]  |
| 2005      | 《第50屆印度電影觀眾獎》 | 主持人                 | 電視特輯                                 | [ 96 ]  |
| 2008      | 《第53屆印度電影觀眾獎》 | 主持人                 | 電視特輯                                 | [ 97 ]  |
| 2010      | 《第55屆印度電影觀眾獎》 | 主持人                 | 電視特輯                                 | [ 98 ]  |
| 2013      | 《第58屆印度電影觀眾獎》 | 主持人                 | 電視特輯                                 | [ 97 ]  |
| 2018–2019 | 《神聖遊戲》             | 薩塔傑·辛格（Sartaj Singh）        | 主演；16集                               | [ 10 ]  |
| 2021      | 《坦達瓦》               | 薩馬·普拉塔普·辛格（Samar Pratap Singh） | 主演；9集                                | [ 99 ]  |
| 2023      | 《寶萊塢的浪漫主義》     | 他自己                 | 紀錄劇集；單集：〈拉賈斯坦邦的男孩〉（The Boy from Jalandhar） | [ 100 ] |

## 備註
1. 1 2 3 4  罕在片中扮演一名有兩個不同名字的角色。
2. 1 2 3 4 5 6 7 8 9 10 11  罕在片中扮演一名有著暱稱的角色。
3. 1 2 3  罕在片中一人分飾兩角[27][28][29]。
4. ↑  罕在片中一人分飾三角。

## 外部連結
- 賽伊夫·阿里·罕在互联网电影资料库（IMDb）上的資料（英文）